# Natação no Campeonato Europeu de Esportes Aquáticos de 2018 - 200 m borboleta masculino
A prova dos 200 metros borboleta masculino da natação no Campeonato Europeu de Esportes Aquáticos de 2018 ocorreu nos dias 4 e 5 de agosto no Tollcross International Swimming Centre, em Glasgow no Reino Unido. 

## Calendário
| Fase          | Data        | Hora  |
| ------------- | ----------- | ----- |
| Eliminatórias | 4 de agosto | 10:03 |
| Semifinal     | 4 de agosto | 17:40 |
| Final         | 5 de agosto | 18:45 |

Todos os horários estão no horário local (UTC+0)

## Recordes
Antes desta competição, os recordes eram os seguintes:
|                       | Nadador        | Tempo   | Local   | Data                 |
| --------------------- | -------------- | ------- | ------- | -------------------- |
| Recorde mundial       | Michael Phelps | 1:51.51 | Roma    | 29 de julho de 2009  |
| Recorde europeu       | László Cseh    | 1:52.70 | Pequim  | 13 de agosto de 2008 |
| Recorde do campeonato | László Cseh    | 1:52.91 | Londres | 19 de maio de 2016   |

Os seguintes novos recordes foram estabelecidos durante esta competição. 
| Data        | Prova | Nadador       | Nacionalidade | Tempo   | Recordes              |
| ----------- | ----- | ------------- | ------------- | ------- | --------------------- |
| 5 de agosto | Final | Kristóf Milák | Hungria       | 1:52.79 | Recorde do campeonato |

## Medalhistas
| Ouro                | Prata                 | Bronze                  |
| Kristóf Milák (HUN) | Tamás Kenderesi (HUN) | Federico Burdisso (ITA) |

## Resultados

### Eliminatórias
Esses foram os resultados das eliminatórias. 
| Pos. | Bateria | Raia | Nadador              | Nacionalidade | Tempo   | Notas |
| ---- | ------- | ---- | -------------------- | ------------- | ------- | ----- |
| 1    | 4       | 4    | Kristóf Milák        | Hungria       | 1:54.17 | Q     |
| 2    | 2       | 4    | Tamás Kenderesi      | Hungria       | 1:54.91 | Q     |
| 3    | 2       | 3    | Bence Biczó          | Hungria       | 1:55.86 |       |
| 4    | 4       | 5    | Viktor Bromer        | Dinamarca     | 1:55.90 | Q     |
| 5    | 3       | 4    | László Cseh          | Hungria       | 1:55.91 |       |
| 6    | 3       | 3    | James Guy            | Reino Unido   | 1:56.13 | Q     |
| 7    | 3       | 5    | Antani Ivanov        | Bulgária      | 1:56.33 | Q     |
| 8    | 3       | 6    | Louis Croenen        | Bélgica       | 1:57.11 | Q     |
| 9    | 4       | 6    | Federico Burdisso    | Itália        | 1:57.39 | Q     |
| 10   | 2       | 2    | Brendan Hyland       | Irlanda       | 1:57.55 | Q     |
| 11   | 4       | 3    | Jan Świtkowski       | Polónia       | 1:57.65 | Q     |
| 12   | 3       | 1    | Maksym Shemberev     | Azerbaijão    | 1:57.84 | Q     |
| 13   | 2       | 5    | Ramon Klenz          | Alemanha      | 1:57.91 | Q     |
| 14   | 4       | 8    | Miguel Nascimento    | Portugal      | 1:58.23 | Q     |
| 15   | 3       | 2    | Filippo Berlincioni  | Itália        | 1:58.66 | Q     |
| 16   | 4       | 7    | Patrick Staber       | Áustria       | 1:58.96 | Q     |
| 17   | 2       | 7    | Nils Liess           | Suíça         | 1:59.17 | Q     |
| 18   | 3       | 7    | Joan Lluís Pons      | Espanha       | 1:59.33 | Q     |
| 19   | 3       | 8    | Xaver Gschwentner    | Áustria       | 1:59.36 |       |
| 20   | 4       | 0    | Noè Ponti            | Suíça         | 1:59.41 |       |
| 21   | 2       | 1    | Etay Gurevich        | Israel        | 1:59.62 |       |
| 22   | 2       | 8    | Filip Zelić          | Croácia       | 2:00.04 |       |
| 23   | 1       | 4    | Richard Nagy         | Eslováquia    | 2:00.22 |       |
| 24   | 4       | 2    | Jacob Peters         | Reino Unido   | 2:00.40 |       |
| 25   | 3       | 9    | Petr Novák           | Chéquia       | 2:00.84 |       |
| 26   | 2       | 9    | Kregor Zirk          | Estónia       | 2:01.14 |       |
| 26   | 4       | 9    | Samet Alkan          | Turquia       | 2:01.14 |       |
| 28   | 3       | 0    | Deividas Margevičius | Lituânia      | 2:01.62 |       |
| 29   | 2       | 0    | Paul Espernberger    | Áustria       | 2:03.12 |       |
| 30   | 1       | 5    | Yauhen Tsurkin       | Bielorrússia  | 2:04.84 |       |
| 31   | 1       | 6    | Rasim Gör            | Turquia       | 2:06.32 |       |
| 32   | 1       | 3    | Joshua Gold          | Estónia       | 2:06.45 |       |
| 33   | 1       | 2    | Ergecan Gezmiş       | Turquia       | 2:06.75 |       |
| 34   | 1       | 7    | Cevin Siim           | Estónia       | 2:07.19 |       |
| 35   | 1       | 8    | Armin Lelle          | Estónia       | 2:09.86 |       |
| 36   | 1       | 1    | Sergey Kuznetsov     | Finlândia     | 2:10.82 |       |
| —    | 4       | 1    | Nans Roch            | França        | DSQ     | DSQ   |

### Semifinal
Esses foram os resultados das semifinais. 
Semifinal 1
| Pos. | Raia | Nadador           | Nacionalidade | Tempo   | Notas            |
| ---- | ---- | ----------------- | ------------- | ------- | ---------------- |
| 1    | 4    | Tamás Kenderesi   | Hungria       | 1:55.26 | Q                |
| 2    | 5    | James Guy         | Reino Unido   | 1:56.16 | Q                |
| 3    | 2    | Maksym Shemberev  | Azerbaijão    | 1:56.21 | Q,               |
| 4    | 3    | Louis Croenen     | Bélgica       | 1:56.58 | Q                |
| 5    | 6    | Brendan Hyland    | Irlanda       | 1:57.38 | Recorde nacional |
| 6    | 7    | Miguel Nascimento | Portugal      | 1:58.26 |                  |
| 7    | 8    | Joan Lluís Pons   | Espanha       | 1:58.28 |                  |
| 8    | 1    | Patrick Staber    | Áustria       | 1:59.46 |                  |

Semifinal 2
| Pos. | Raia | Nadador             | Nacionalidade | Tempo   | Notas |
| ---- | ---- | ------------------- | ------------- | ------- | ----- |
| 1    | 4    | Kristóf Milák       | Hungria       | 1:55.48 | Q     |
| 2    | 5    | Viktor Bromer       | Dinamarca     | 1:55.83 | Q     |
| 3    | 3    | Antani Ivanov       | Bulgária      | 1:56.68 | Q     |
| 4    | 2    | Jan Świtkowski      | Polónia       | 1:56.87 | Q     |
| 5    | 6    | Federico Burdisso   | Itália        | 1:57.20 |       |
| 6    | 7    | Ramon Klenz         | Alemanha      | 1:57.47 |       |
| 7    | 8    | Nils Liess          | Suíça         | 1:57.91 |       |
| 8    | 1    | Filippo Berlincioni | Itália        | 1:58.09 |       |

### Final
Esse foi o resultado da final. 
| Pos.              | Raia | Nadador           | Nacionalidade | Tempo   | Notas                 |
| ----------------- | ---- | ----------------- | ------------- | ------- | --------------------- |
| Medalha de ouro   | 5    | Kristóf Milák     | Hungria       | 1:52.79 | Recorde do campeonato |
| Medalha de prata  | 4    | Tamás Kenderesi   | Hungria       | 1:54.36 |                       |
| Medalha de bronze | 8    | Federico Burdisso | Itália        | 1:55.97 |                       |
| 4                 | 3    | Viktor Bromer     | Dinamarca     | 1:56.33 |                       |
| 4                 | 2    | Louis Croenen     | Bélgica       | 1:56.33 |                       |
| 6                 | 1    | Jan Świtkowski    | Polónia       | 1:56.53 |                       |
| 7                 | 6    | Maksym Shemberev  | Azerbaijão    | 1:56.73 |                       |
| 8                 | 7    | Antani Ivanov     | Bulgária      | 1:57.88 |                       |

Legenda
| Recorde mundial       | Recorde mundial (World record)               |                       | Recorde africano                      | Recorde africano (African) |                                           | Q | Classificado por posição (Qualified) |
| Recorde do campeonato | Recorde do campeonato (Championship record)  | Recorde da América    | Recorde da América (Americas)         | q                          | Classificado por melhor tempo (Qualified) |   |                                      |
| Melhor marca do ano   | Melhor marca do ano (World leading)          | Recorde asiático      | Recorde asiático (Asian)              | DNS                        | Não largou (Did not start)                |   |                                      |
| Recorde nacional      | Recorde nacional (National record)           | Recorde europeu       | Recorde europeu (European)            | DNF                        | Não terminou (Did not finish)             |   |                                      |
| Recorde pessoal       | Recorde pessoal do atleta (Personal best)    | Recorde da Oceania    | Recorde da Oceania (Oceania)          | DSQ / DQ                   | Desclassificado (Disqualified)            |   |                                      |
| Recorde da temporada  | Recorde da temporada do atleta (Season best) | Recorde sul-americano | Recorde sul-americano (South America) | NM                         | Sem marca (No mark)                       |   |                                      |